# Heinz Knoke
Heinz Knoke, né le 24 mars 1921 à Hamelin et mort le 18 mai 1993 à Bad Iburg, est un pilote de chasse allemand de la Seconde Guerre mondiale, qui se distingua plus particulièrement dans la défense du Reich.

## Biographie

### Enfance et jeunesse
Heinz Knoke est le fruit de l'union d'un père policier, décoré des Flandres et prisonnier devant Ypres en 1915 durant la Grande guerre, et d'Anna Maertens, fille d'artisan. Enfant perturbant et éduqué à la dure mais avec équité, le jeune Knoke grandit en caserne et apprend très tôt à manier les armes à feu. À l'école, il ne s'intéresse qu'à un cours sur deux et pratique l'aviron dont il devient capitaine de l'équipe, puis passa scout en 1931. L'arrivée au pouvoir des Nazis deux ans plus tard et ses jeunesses hitlériennes entraînèrent des heurts violents avec leurs opposants dont fait partie la famille Knoke. Mais sous la pression, le jeune Heinz finira pas se soumettre à la doxa dominante.
Le futur pilote réalisa son baptême de l'air le 6 juillet 1938 lors d'un meeting aérien, et coule alors des jours heureux dans une Allemagne sortie du chômage. Comme beaucoup parmi tant d'autres, Heinz Knoke voue alors une admiration sans borne au chancelier du parti Adolf Hitler. À l'été 1939, il demanda son affectation dans la Luftwaffe et gagna son billet après avoir passé avec succès une batterie de tests. Knoke obtint son Abitur après la campagne de Pologne puis partit à l'écolage à la mi novembre 1939.

### Formation militaire
La rudesse de l'armée le fit cependant déchanter, loin de faire un militaire idéal malgré son enthousiasme initial. Le 8 janvier 1940, il est muté à l'école de guerre et apprend la théorie. Il passe à la pratique sur FW 44 le 23 février puis enchaînent les vols, mais progresse qu'avec difficulté. Son premier solo du 3 avril finira néanmoins en un seul morceau, et la suite se fera avec plus de facilité, bien qu'entrecoupé de plusieurs accidents, courants à cette époque. Son brevet d'aviateur en poche, le Gefreiter Knoke apprend la chasse sur Ar 68 puis Bf 109 ; tous n'y parviendront pas, et plusieurs de ses camarades se tueront accidentellement. Plus qu'à dompter un chasseur, Knoke devra apprendre à maîtriser sa peur et accepter la mort d'autrui.

### Première affectation
À la fin de l'année 1940, Knoke reçut l'ordre de rejoindre une escadrille de réserve de la JG 52. Transféré à Cognac en février 1941 puis près de Berlin le mois suivant, le jeune pilote y rencontre une ancienne copine avec qui il se fiancera fin mars. Le 1er avril, Heinz Knoke devient Leutnant et se trouve affecté à la 6. Staffel (escadrille) du II./JG 52 du Hauptmann Erich Woitke, un officier à la carrure et la poigne imposante. Côtoyant d'autres futurs as, tels son Staffelkapitän Rudolf Resch ainsi que les Leutnant Gerhard Barkhorn et Walter Krupinski, Knoke effectua sa première sortie opérationnelle au-dessus des îles britanniques le 24 mai 1941, puis une seconde en fin d'après-midi. Il rencontra ses premiers Spitfire trois jours plus tard en attaquant un aérodrome anglais, puis des Hurricane au-dessus de Calais le lendemain, en gérant tant bien que mal la peur du débutant. Fin juin, son unité se rapprocha de la frontière Est en prémices d'une attaque sur l'URSS ; Knoke jubile à l'instar de ses camarades, sentiments anti-bolchevisme oblige. 
Lors de l'offensive au matin du 22 juin 1941, le Leutnant Knoke et ses ailiers larguèrent des bombes à fragmentation sur un quartier général, avant de poursuivre avec ses armes de bord ; l'opération est répétée deux fois dans la matinée en ciblant davantage la DCA. Les colonnes soviétiques en retraites constituèrent les secondes cibles de la journée pour trois missions supplémentaires sans opposition aérienne. Les frappes au sol se poursuivront les jours suivants, taches dont s'adonne principalement la 6./JG 52 de Knoke privé de combats aériens à l'inverse des 4. et 5. Staffel. Il sera d'autant plus déçu quand il recevra l'ordre de transfert à la JG 1 le 2 juillet basée en Mer du Nord.

### Mer du Nord
La JG 1 ne possède alors qu'un seul groupe en reconstruction (I./JG 1) et Knoke est affecté à la 3. Staffel dans les îles de la Frise-Orientale où la principale activité consiste à attraper au vol les reconnaissances aériennes britanniques. L'aviateur passa aussi sur la version F du Bf 109, cassant d'ailleurs l'un de ces avions à l'atterrissage en raison d'une faiblesse du train. Il se maria fin août mais l'activité terne et le mauvais temps ne donneront que peu d'opportunité d'engager le combat avec l'adversaire. 
À force de patrouilles, Heinz Knoke connaît le littoral allemand comme sa poche, mais toujours pas de victoire au compteur. Il participa à l'opération Donnerkeil le 13 février 1942 et endommagea un Blenheim, mais son propre 109 subira de lourds dégâts qu'il peinera à ramener à terre, tant la météo est exécrable. Knoke se retrouve ensuite dépêché au Kommando Losigkeit chargé de couvrir les unités navales de la Kriegsmarine débarquant dans les fjords norvégiens, malgré le froid, la neige et le relief,. Après plusieurs interceptions manquées, le Leutnant Knoke parviendra le 5 mars à tirer un Spitfire de reconnaissance avant que son ailier Dieter Gerhard ne l'achève. À leur grand soulagement, l'Anglais pourra se parachuter, avant d'être extirpé des montages par le Leutnant Gerhard à bord d'un Fieseler Storch, et ramené au mess pour partager une bouteille de cognac ! Le succès sera officiellement attribué à Gerhard,. Le lendemain, le Kommando Losigkeit est dissous mais lors du voyage retour, Knoke devra se poser sur un lac gelé par manque de carburant, et patientera deux jours dans un cockpit gelé avant qu'un chasseur alpin et son chien ne le retrouve, un setter irlandais que le pilote achètera à son propriétaire.
Affecté un temps au quartier général divisionnaire puis à des vols tests durant tout l'été, le Leutnant Knoke pût remporter sa première victoire personnelle sur un Blenheim le 31 octobre 1942. Cinq jours plus tard, le Reichmarshall Goering fulmine en apprenant qu'un Mosquito se « balade tranquillement » au-dessus de Berlin malgré la pluie et une visibilité nulle. Sous pression de l'État-major, Heinz Knoke et son ailier se retrouvèrent contraint de décoller, et après une périlleuse recherche, Knoke parviendra à descendre l'intrus au raz des flots.

### Méthode innovante
En janvier 1943, Knoke prit en charge un stage d'entraînement pour sous-officiers, l'occasion d'analyser les différentes possibilités pour abattre les bombardiers lourds américains B-17 Flying Fortress et B-24 Liberator. Le pilote est impatient d'affronter ces grosses machines et le 26 février, Knoke descendit son premier quadrimoteur, un B-24, après tout de même quatre passes de tir, dont la chute provoquera l'incendie d'une ferme. Knoke atterrira à proximité pour aider à sauver ce qu'il peut. Il rentrera à sa base épuisé, l'image encore en tête des corps meurtris de l'équipage du bombardier. 
Deux jours plus tard, son ami le Leutnant Dieter Gerhard lui évoqua l'idée d'utiliser des bombes contre les formations de bombardiers. S'ensuivit toute une nuit à ressasser des calculs pour parvenir au résultat souhaité. De prime abord farfelue, l'idée fut finalement acceptée et les deux hommes bénéficièrent de moyens importants pour parfaire la méthode. Gerhard sera cependant mortellement blessé au combat le 18 mars suivant, et c'est Knoke qui quatre jours plus tard, pourra mettre en application l'idée de son ami. En d'autres occasions, il se révéla impossible d'équiper à temps les avions en bombes pour intercepter l'ennemi. Ce 22 mars en revanche, et alors que ses ailiers viennent de redécoller, Knoke prit l'initiative de faire accrocher rapidement une bombe de 225 kg à son Bf 109. Trop lourd, un des pneus de l'avion éclata au roulage et après une intervention des mécaniciens en temps record moteur tournant, Knoke s'en alla larguer son projectile sur une formation de B-17 qui arracha l'aile de l'un d'eux tandis que deux autres plongeaient pour s'échapper. Ce succès retentira jusqu'aux plus hautes sphères de l'État-major, et Goering félicitera par téléphone l'intéressé alors…au lit et en pyjama ! Josef Kammhuber chef du Fliegerkorps pour sa part conspuera Knoke pour avoir agi sans ordre, mais le Général ravalera sa salive en apprenant le coup de téléphone du Reichsmarschall…Un peu dépassé par toutes ces répercussions, Knoke concédera lui-même que cette méthode ne pourra durer que tant que les bombardiers évolueront sans escorte.

### Défense du Reich
L'as passa à la nouvelle JG 11 en avril 1943 après restructuration de la JG 1 et devint Staffelkapitän de la 5./JG 11 une quinzaine de jours plus tard,. Du 17 avril au 25 juin 1943, Heinz Knoke exécuta huit B-17 dans des passes frontales ou par l'arrière mais aucune par largage de bombes, contrairement à quelques-uns de ses ailiers. Mais l'état d'esprit du pilote changeront du tout au tout durant cette période : durcissement des combats, grosse fatigue, lassitude, perte d'appétit, asociabilité…l'exaltation d'affronter l'ennemi n'est guère plus qu'un lointain souvenir. Gravement blessé à la main droite lors de sa dernière sortie, Knoke devra se faire amputer une articulation. Il s'évade de l'hôpital le jour même, mais son récent Kommandeur, le Hauptmann Günther Specht, finira par l'envoyer en permission forcée qu'il passera auprès des siens.
L'Oberleutnant Knoke rempilera une semaine en avance, d'autant plus motivé après avoir survolé la ville de Hambourg, bombardée le 25 juillet. Il se familiarisera à piloter avec une prothèse de main sanglée au manche, avant de retourner au combat le 28 juillet 1943. Ce jour-là, la 5. Staffel frappa lourdement un box de B-17 avec une pluie de bombes. Le 17 août lors de l'attaque sur Schweinfurt, l'unité usa cette fois de roquettes air-air mais sans résultat probant, le Staffelkapitän ne pouvant lui-même tirer qu'un seul projectile après avoir été touché par les défenses US. Malgré les dégâts de son avion, l'as redécollera et mettra cette fois coup au but sur un B-17 sur le retour, avant d'effectuer un atterrissage forcé ; il s'en tirera avec des fragments de shrapnel dans le bras.
Les roquettes de Knoke feront de nouveau mouche le 27 septembre suivant sur un autre B-17 ; l'as descendra ensuite un P-47 avant que le II./JG 11 ne se fasse lourdement étrier par d'autres chasseurs américains ; Knoke devra lui-même sauter en parachute. L'USAAF reviendra en force le 4 octobre, et un mitrailleur d'un B-24 que Knoke venait d'abattre mit le feu à son 109 que l'Allemand doit de nouveau abandonner pour un bain forcé dans les eaux glacées de la mer. Il portera son score à 20 à l'issue de l'année, avec un sentiment mêlé d'incompréhension vis à vis du haut commandement de la Luftwaffe qui ne semble pas prendre en considération les difficultés croissantes auxquelles sont soumises les unités de la défense du Reich. Knoke devra aussi batailler avec la rigueur prussienne du Kommandeur Specht, malgré un respect reciproque. 
L'officier manqua une nouvelle fois d'y passer le 4 janvier 1944 quand son appareil, touché par sa propre Flak et un Thunderbolt dans la foulée, l'entraîna dans sa chute avant éjection. Bilan, plusieurs fractures, meurtrissures et contusions et prêt d'un mois à l'hôpital, avant retour à sa demande dans son unité. Malgré les recommandations du médecin, Knoke, toujours amoché, reprit l'air le 30 janvier pour se faire…descendre par un Spitfire, qui se termina par un nouvel atterrissage d'urgence. Il renoua le succès sur un quadrimoteur le 10 février suivant, mais perdra un de ses précieux ailiers. Durant la Big Week, le II./JG 11 aura surtout pour tache d'occuper la chasse adverse, mais Knoke pourra se défaire d'un B-17 au-dessus  de Hamelin, sa ville natale. Sa journée la plus chargée se déroulera lors d'un raid sur Berlin le 6 mars, soit trois sorties, trois quadrimoteurs touchés, un atterrissage sur une roue, et une multitude de manœuvres pour esquiver les balles de la chasse adverse. Plus que défendre les villes allemandes, les pilotes confirmés comme Knoke luttaient désormais avant tout pour survivre.   
À la mi-mars et après plusieurs demandes, le Hauptmann Specht déclara la mise au repos de la 5./JG 11. L'Oberleutnant Knoke reste l'un des deux vétérans encore opérationnel ; la majorité ont été tué, une poignée squattent les lits d'hôpitaux. On se noie dans l'alcool, on compatit à la tristesse des proches des disparus. L'unité réceptionna de nouveaux Messerschmitt boostés avec un système d'injection eau-alccol méthylique, ainsi que de nouveaux jeunes pilotes que Knoke prend sous sa coupe pour les besoins opérationnels. Du 15 au 20 avril, le pilote se retrouva au centre d'essai à Lechfeld où il pilotera le Me 262. Knoke sera de nouveau abattu par la chasse US le 29 avril ; il parviendra à descendre un de ses opposants juste avant de poser en catastrophe, de sortir blessé et d'échapper aux mitraillages. Peu après, il sympathisera avec l'Américain abattu avant l'arrivée des secours. Avec une fracture du crâne et une hémorragie au cerveau, Knoke restera une nouvelle fois au repos durant deux mois.          

### Normandie
Ignorant l'interdiction de vol des médecins, le Hauptmann Knoke s'afféra à Wunsdorf le 11 août où réside le II./JG 11 en pause après de durs combats en Normandie, et commandé par le Hauptmann Walter Krupinski, son ancien camarade du II./JG 52 en 1941. Knoke devra cependant ramener lui-même le groupe en France le lendemain après l'explosion en vol du moteur de Krupinski et une éjection en catastrophe. Sur place, Knoke prit en charge le III. Gruppe de la JG 1 basé à Brétigny, l'escadre de ses premiers succès, et retrouva à sa surprise…Erich Woitke, son ancien Kommandeur du II./JG 52 en 1941 ! Une retrouvaille pour le moins cocasse pour les deux hommes désormais de grade identique ; Woitke, récemment blessé, s'étant probablement aliéné de sa hiérarchie pour son penchant pour la bouteille…
L'as ne va pas chômer puisque dès le 14 août, il détruisit un P-47 au-dessus de Rennes et une jeep sur le chemin du retour. Le lendemain sous une chaleur étouffante, il effectuera six missions avec un nouveau P-47 à la clé. Le 16, il rattrape un abat un Spitfire venu s'en prendre au terrain de Brétigny, avant d'effectuer deux autres mitraillages de colonnes. Repéré par les reconnaissances alliées, le III./JG 1 fit étape à Marolles puis à Vailly-sur-Aisne le 18 août ; en début d'après-midi, le groupe opéra de nouveau et Knoke fit coup double sur des P-51.
Devenu taciturne, Heinz Knoke voit les jours défiler sous pression constante, affrontant l'ennemi avec froideur et sans gloire. Réduit à cinq Messerschmitt, le III./JG 1 reçut pourtant l'ordre de décoller le 25 août dans un combat inégal où un seul appareil en réchappera. Volant sur un appareil poussif, le Hauptmann Knoke pour sa part se défera d'un P-51 à bout portant dont l'explosion arrachera son aile. Parachuté, il échappera aux balles tirées d'un adversaire mais un de ses ailiers n'aura pas cette chance. Une fois atterri dans le no man's land, l'Allemand feintera être un pilote américain auprès de quatre maquisards français, avant de s'échapper tout en abattant l'un d'entre eux dans sa fuite.

### Fin de carrière avancée
Dans les jours qui suivirent, Knoke s'attellera au rapatriement de son groupe par voie terrestre. Le renforcement du III./JG 1 alors posté en Autriche durera jusqu'à début octobre, date à laquelle le groupe doit remonter à Anklam au nord de l'Allemagne. Contraint de devancer ses hommes pour assister à une conférence de Goering, Knoke prit la route très tôt le 9 octobre pour un long trajet traversant la Tchécoslovaquie. L'après-midi, son véhicule ainsi qu'un second qui suivait sautèrent sur des mines posées par la résistance tchèques, causant un mort et plusieurs blessés graves, dont Knoke. Gravement touché au bassin et surtout aux jambes, le pilote endurera une longue convalescence, mais pourra rentrer chez lui peu avant Noël.
Mi-janvier 1945, le pilote apprendra sa nomination à la Croix de Chevalier qu'il recevra concrètement le 27 avril, mais également la mort de ses ex-leaders Erich Woitke et Günther Specht. En mars et malgré ses béquilles, Knoke participa à sa manière aux défenses de Wilhelmshaven, espérant toujours comme beaucoup d'autres à une paix séparée avec les Alliés occidentaux pour contrer l'offensive soviétique, en vain. L'entrée du communisme en Europe, la découverte des crimes nazis, quatre ans de guerre et des blessures à répétition marqueront Heinz Knoke profondément,. Son score final s'établit à 33 victoires et probablement 11 autres non-confirmées, toutes à l'Ouest en 400 missions de guerre,, dont 19 bombardiers lourds.

### Épilogue
Quelques mois après l'armistice et malgré les temps difficiles, Heinz Knoke obtiendra la direction financière de l'aérodrome de Jever grâce à un coup de pouce d'un officier de la Royal Canadian Air Force. Il devint ensuite homme d'affaires dans le management d'entreprise. Bien plus tard, il étudiera la littérature et la philosophie à l'université d'Osnabrück. Heinz Knoke fera également une carrière politique, en tant que membre du Parti socialiste du Reich en 1949, puis comme député de la Basse-Saxe jusqu'en 1952.  Cette même année seront publiés ses mémoires de guerre. Il deviendra également parlementaire du parti libéral-démocrate entre 1956 et 1968.
Son épouse, Lilo, rencontrée en 1941, restera aux côtés de son mari jusqu'au décès de ce dernier en 1993. Ils auront deux filles, Ingrid, né en août 1942 et Jutta, né en avril 1944.